# تويوتا 4 رنر
تويوتا 4Runner، هي سيارة رياضية متعددة الاستخدامات تنتجها شركة تويوتا اليابانية، بدأ تصنيعها وتسويقها عالميًا منذ عام 1984 عبر ستة أجيال. عُرفت السيارة في السوق اليابانية باسم تويوتا هايلكس سيرف قبل أن يتم سحبها من الأسواق المحلية في عام 2009.
كانت النسخة الأولى من 4Runner صغيرة الحجم وتصميمها مستوحى بشكل كبير من تصميم شاحنة تويوتا هايلكس بيك أب مع غطاء من الألياف الزجاجية للصندوق الخلفي، لكنها تطورت على مدار الأجيال لتصبح سيارة تجمع بين فئتي السيارة الرياضية متعددة الأغراض المدمجة ومتوسطة الحجم. جميع إصدارات 4Runner تم تصنيعها في مصانع تويوتا في تاهارا، آيتشي أو في مصنع هينو موتورز، التابع لتويوتا، في هامورا.
جاء اسم "4Runner" نتيجة فكرة إبداعية من كاتب الإعلانات روبرت ناثان في وكالة ساتشي وساتشي كجزء من مسابقة لتسمية سيارات تويوتا الجديدة. ويعكس الاسم مفهوم السيارة؛ حيث يشير الرقم "4" إلى نظام الدفع الرباعي، بينما تشير "Runner" إلى مرونتها في القيادة على التضاريس الوعرة.
في بعض الأسواق، استُبدلت هايلكس سيرف في عام 2005 بسيارة فورتشنر، وهي طراز مشابه مبني على منصة هايلكس ولكن بتكلفة أقل.
بحلول عام 2021، كانت 4Runner تُسوَّق في عدة دول منها جزر الباهاما، بوليفيا، كندا، تشيلي، كولومبيا، كوستاريكا، السلفادور، غواتيمالا، بنما، بيرو، الولايات المتحدة، وفنزويلا. بينما حصلت الأسواق التي لم تتوفر فيها 4Runner، مثل أوروبا والشرق الأوسط، على سيارة لاند كروزر برادو، التي تشترك معها في تصميم ومكونات عديدة.
وفي دراسة أجرتها منصة iSeeCars.com عام 2019 عن أطول السيارات عمرًا في الولايات المتحدة، احتلت 4Runner المرتبة الخامسة. أظهرت النتائج أن 3.9٪ من سيارات 4Runner تجاوزت 200,000 ميل (320,000 كم)، مما يبرز اعتماديتها الكبيرة وطول عمرها.

## الجيل السادس (N500؛ 2024)
تم الكشف رسميًا عن الجيل السادس من تويوتا 4Runner في 9 أبريل 2024. وعلى الرغم من أن سيارة 4Runner تصنع في مصنع تويوتا بتاهارا في اليابان، إلا أنها مصممة خصيصًا للأسواق العالمية التي تتطلب مركبات ذات مقود في جهة اليسار.
كان من المتوقع إطلاق المبيعات في منتصف عام 2024، لكن هذا الموعد تأجل إلى ديسمبر 2024 على الأقل بسبب قيود توريد بعض الأجزاء التي تشترك فيها مع مركبات أخرى. يعتمد الجيل الجديد على منصة الهيكل على الإطار GA-F، وهي نفس المنصة المستخدمة في شاحنة تويوتا تاكوما، مما يجعل الطرازين يشتركان في العديد من المكونات الميكانيكية.
يتوفر الجيل السادس من تويوتا 4Runner بتسعة مستويات تجهيز، منها ستة من الجيل السابق، وهي:
- SR5
- TRD Sport
- TRD Off-Road Premium
- TRD Off-Road
- Limited
- TRD Pro

كما أضيفت ثلاث فئات جديدة لتلبية احتياجات مختلفة للعملاء. الفئة الأولى هي TRD Sport Premium، التي جاءت بديلاً عن فئة SR5 Premium السابقة. أما الفئة الثانية فهي Trailhunter، التي صُممت خصيصًا لعشاق التخييم والقيادة في الطرق الوعرة، بينما جاءت الفئة الثالثة Platinum كفئة فاخرة جديدة تستهدف الباحثين عن تجربة قيادة أكثر رفاهية.
يوفر الجيل الجديد من 4Runner خيارات متنوعة للمحركات، حيث يأتي محرك i-Force القياسي في الفئات الأساسية مثل SR5، TRD Sport، وLimited. بالإضافة إلى ذلك، يتوفر محرك i-Force Max الهجين كخيار في بعض الفئات مثل TRD Off-Road وLimited، بينما يأتي قياسيًا في الفئات الأكثر تطورًا مثل Platinum، TRD Pro، وTrailhunter.
تم تصميم فئة Trailhunter خصيصًا لعشاق المغامرات البرية، حيث تحتوي على تجهيزات مميزة تجعلها مثالية للقيادة في التضاريس الوعرة. تشمل هذه التجهيزات إطارات كبيرة بقياس 33 بوصة مخصصة للطرق الوعرة، بالإضافة إلى نظام تعليق متطور Old Man Emu (OME) من تصميم شركة ARB، والذي يوفر ارتفاعًا إضافيًا يبلغ 2.5 بوصة مع خزانات خلفية خارجية. كما تتميز هذه الفئة بسقف مخصص من تصميم ARB، وزيادة في ارتفاع السيارة عن الأرض بمقدار 2 بوصة في الأمام و1.5 بوصة في الخلف. يتم دعم المحرك بنظام سحب هواء مرتفع لضمان الأداء في الظروف القاسية، مع وجود صفائح حماية مصنوعة من الفولاذ عالي القوة لحماية السيارة. أما من ناحية التصميم الخارجي، فتتميز هذه الفئة بشبك أمامي بلمسات تراثية مع شعار "TOYOTA" باللون البرونزي، إلى جانب شريط إضاءة LED مدمج ومصابيح ضباب LED قابلة لتغيير اللون.
من الميزات الإضافية التي حافظ عليها الجيل السادس من 4Runner هي النافذة الخلفية القابلة للفتح كهربائيًا، التي ظلت عنصرًا مميزًا في هذا الطراز منذ أجياله الأولى. وقد عمل فريق الهندسة على تحسين مكونات هذه الخاصية وتقليل وزنها للحفاظ على أدائها المميز.

## معرض صور

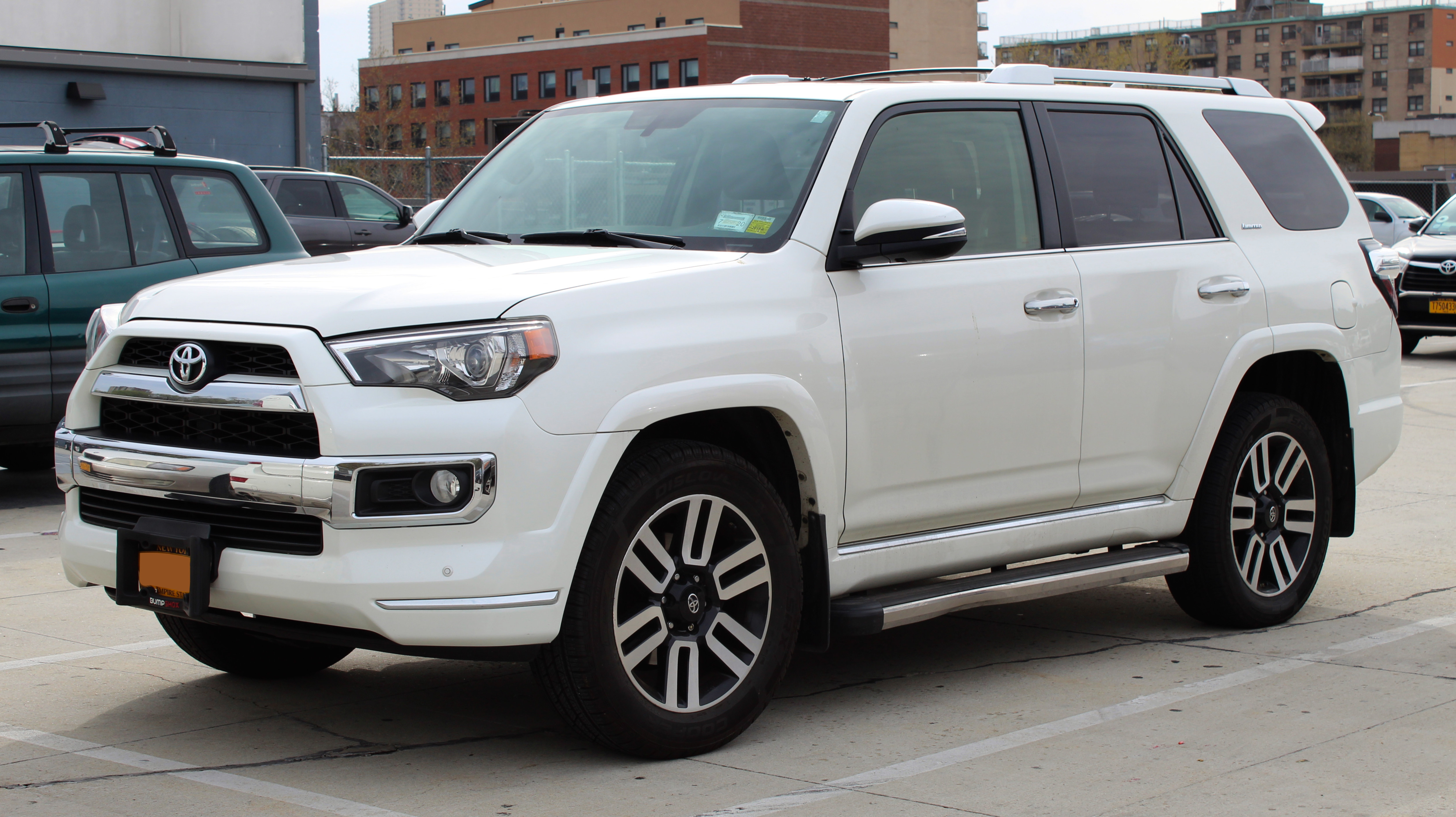
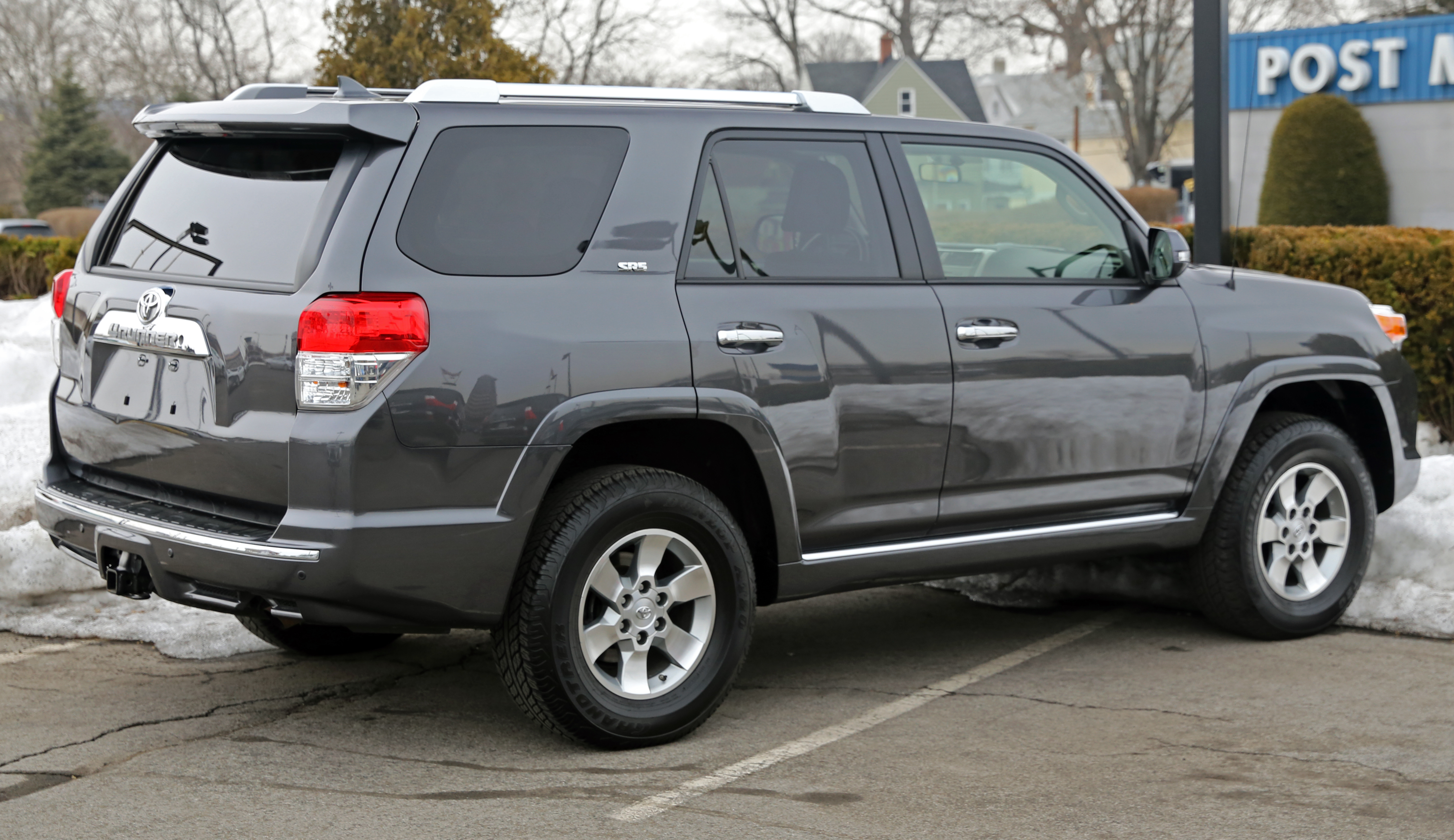
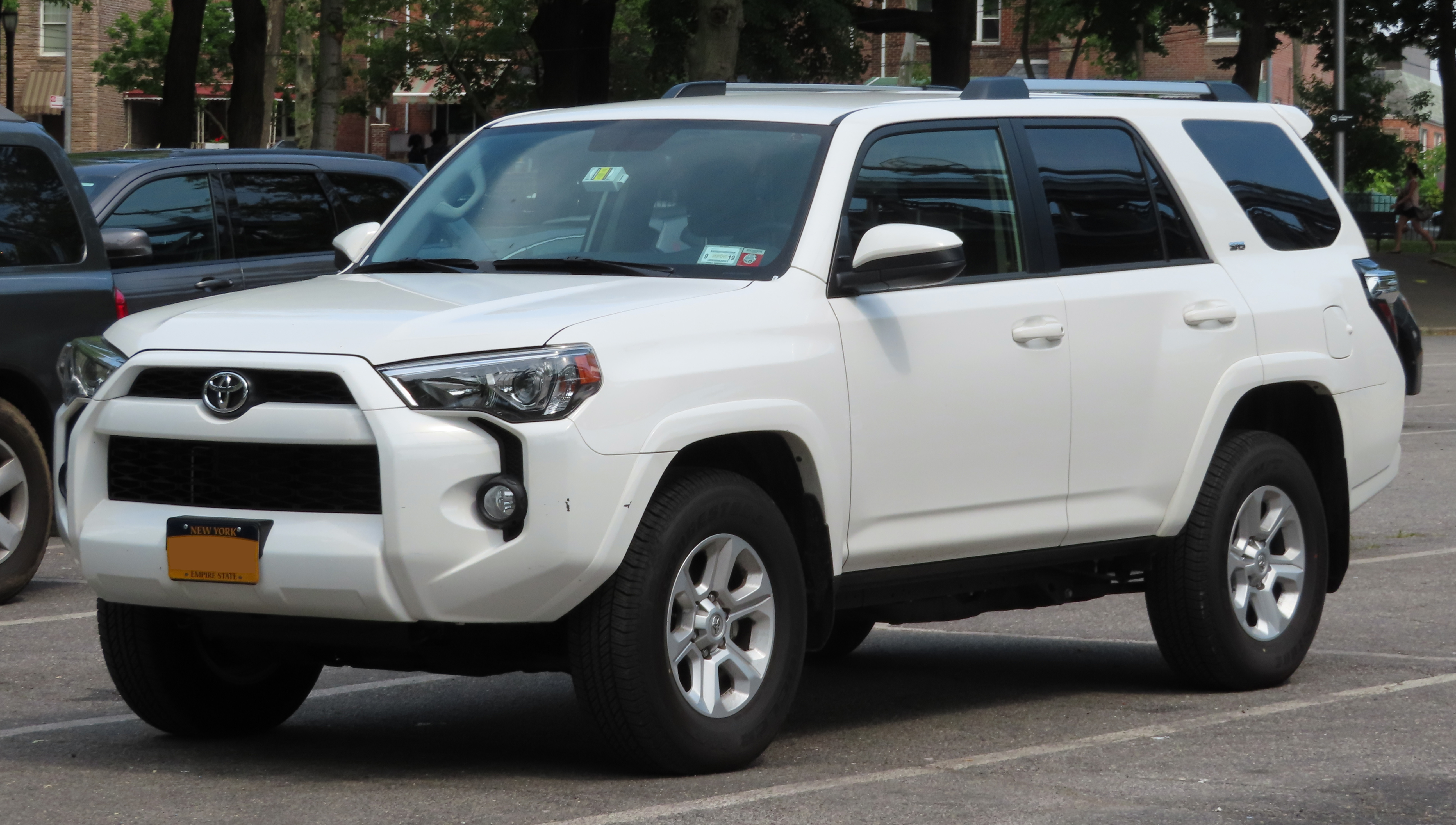
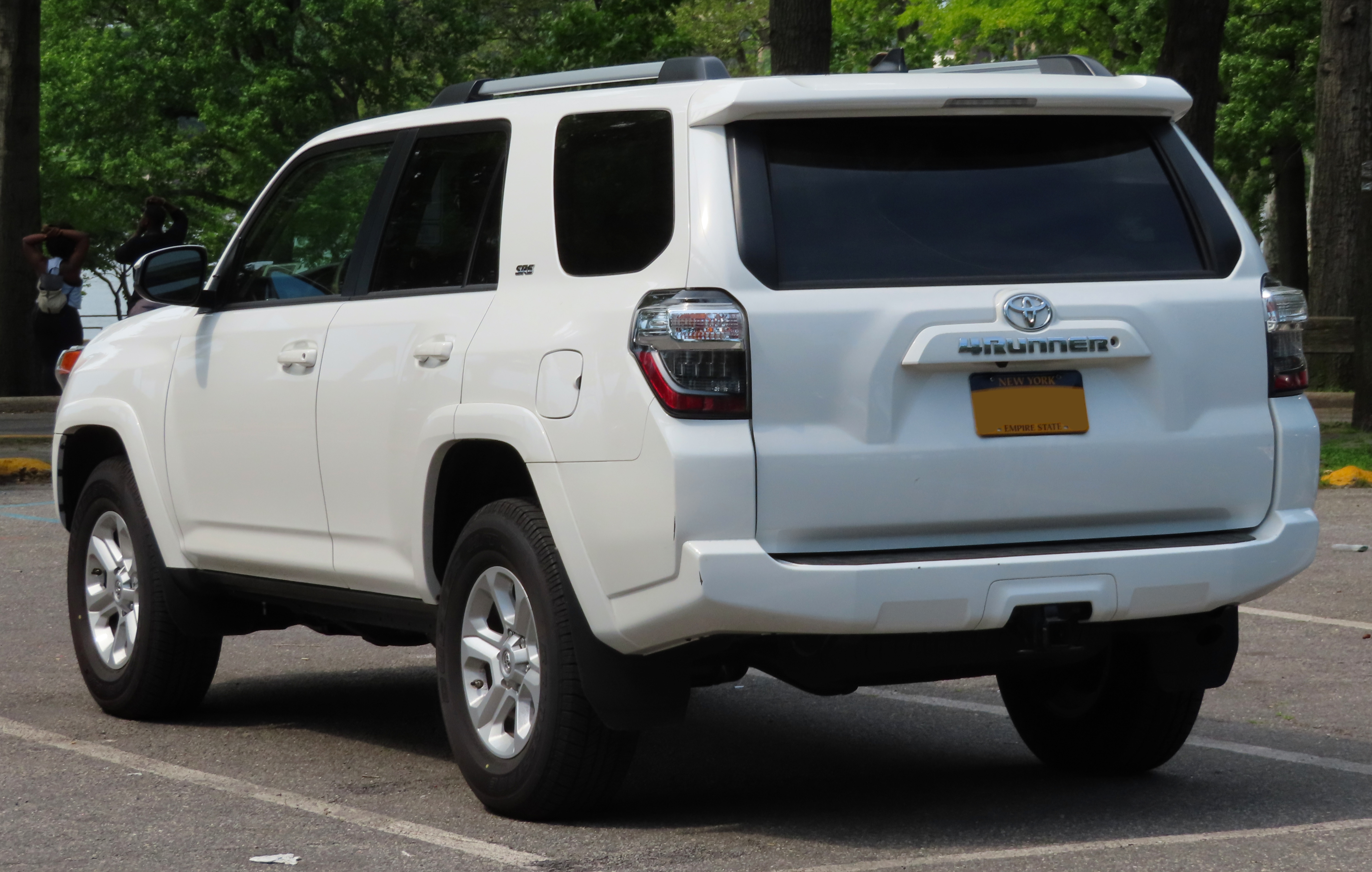
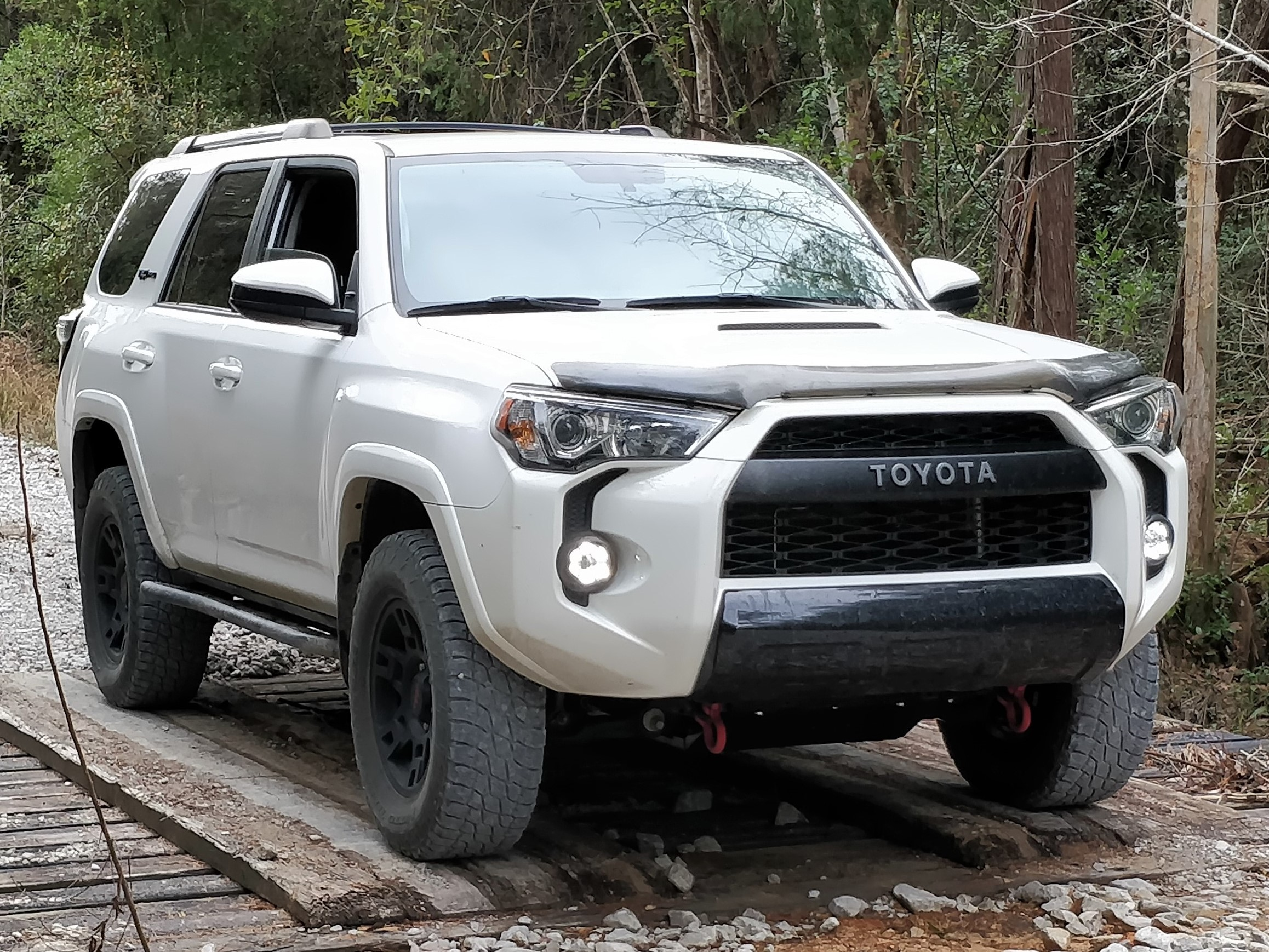